# 50. (indijska) padalska brigada (Združeno kraljestvo)
Za druge 50. brigade glej 50. brigada.
50. indijska padalska brigada (izvirno angleško 50th Indian Parachute Brigade) je bila padalska enota Britanske kopenske vojske med drugo svetovno vojno.

## Zgodovina
Brigada je bila ustanovljena decembra 1941 iz 3 bataljonov; ob ustanovitvi je divizija imela le dva zastarela dvokrilca in 20 padal.
Leta 1942 so brigado premaknili v Campbellpur, razen 151. bataljona, ki je bil poslan na Bližnji vzhod in ob tem preimenovan v 156. padalski bataljon. Njegovo mesto je prevzel 154. bataljon. 

## Sestava
1941
- Štab
- 151. padalski bataljon
- 152. (indijski) padalski bataljon
- 153. (gurkha) padalski bataljon

1942
- Štab
- 152. (indijski) padalski bataljon
- 153. (gurkha) padalski bataljon
- 154. (gurkha) padalski bataljon

1944.
- Štab
- 1. (indijski) padalski bataljon
- 4. (indijski) padalski bataljon
- 2. (gurkha) padalski bataljon